# Bāghchehbān
Bāghchehbān (persiska: باغچه بان) är en ort i Iran.   Den ligger i provinsen Khuzestan, i den centrala delen av landet, 400 km sydväst om huvudstaden Teheran. Bāghchehbān ligger 533 meter över havet och antalet invånare är 164.
Terrängen runt Bāghchehbān är kuperad åt nordväst, men åt sydost är den platt. Runt Bāghchehbān är det ganska tätbefolkat, med 104 invånare per kvadratkilometer. Närmaste större samhälle är Bīsheh Bozān, 4,3 km väster om Bāghchehbān. Omgivningarna runt Bāghchehbān är i huvudsak ett öppet busklandskap.